# جمعیت شهرستان‌های استان کهگیلویه و بویراحمد
جمعیت استان کهگیلویه و بویراحمد برپایهٔ سرشماری عمومی نفوس و مسکن سال ۱۳۹۵ خورشیدی بالغ بر ۷۱۳۰۰۰ نفر بوده‌ است. جمعیت این استان به تفکیک شهرستان:
| ردیف | نام شهرستان | مرکز     | جمعیت   |
| ---- | ----------- | -------- | ------- |
| ۱    | بویراحمد    | یاسوج    | ۲۱۲٬۵۵۲ |
| ۲    | کهگیلویه    | دهدشت    | ۱۸۹٬۹۳۹ |
| ۳    | گچساران     | دوگنبدان | ۱۰۹٬۴۵۸ |
| ۴    | دنا         | سی‌سخت    | ۵۲٬۲۴۲  |
| ۵    | بهمئی       | لیکک     | ۳۵٬۰۶۷  |